# Síndrome de Spoan
Síndrome de Spoan (acrônimo do inglêsSpastic paraplegia, optic atrophy, and neuropathy), é uma forma de paraplegia espástica complicada de herança recessiva. Os indivíduos que apresentam dois alelos recessivos manifestam atrofia do nervo ótico, neuropatia e enrijecimento e fraqueza muscular. A origem da doença localiza-se na Peninsula Ibérica e a mutação causadora apresenta cerca de 500 anos, momento antes dos portugueses chegarem ao Brasil. 
Foi identificada pela primeira vez no município de Serrinha dos Pintos, interior do Rio Grande do Norte. Esta descoberta aconteceu quase que por acaso; uma equipe, liderada pela Professora Silvana Santos, deslocou-se de São Paulo até município de Serrinha dos Pintos e, após os exames e pesquisas realizados, descobriu a doença, publicou os resultados e estimou que um número relevante da população do município potiguar possua o deleção causadora desta síndrome.  
A síndrome é determinada por uma deleção de 216 pares de base na região regulatória do gene KLC2. Sendo uma síndrome de herança autossômica recessiva, considera-se que as chances de ocorrer é aumentada pela prática de casamentos consanguíneos. Dos 73 casos identificados pelos pesquisadores da Universidade de São Paulo (USP) no Brasil, 72 deles concentram-se na região do oeste do Rio Grande no Norte sendo que na maioria dos casos pôde-se determinar um alto grau de parentesco dos casais progenitores.